# Добрунов, Леонид Георгиевич
Леонид Георгиевич Добрунов (9 марта 1907, Полтава — 3 мая 1982, Алма-Ата) — советский физиолог растений, доктор биологических наук (1952), профессор (1953), член-корреспондент Академии наук КазССР (1954).

## Биография
В 1927 году окончил Полтавский сельскохозяйственный институт.
В 1927—1937 годах был научным работником Носовской сельскохозяйственной опытной станции, заведовал лабораторией Всесоюзного научно-исследовательского института конопли (УССР).
В 1937—1945 годах занимался научной работой Академии наук СССР.
В 1945 году переехал в Казахстан. В 1945—1958 и 1961—1968 годах заведующий сектором, отделом, лабораторией Института ботаники АН КазССР. Преподавал в КазГУ.
Научные труды посвящены изучению закономерностей физиологических процессов в онтогенезе растений. Обосновал системно-онтогенетический подход к изучению минерального питания растений; проследил возрастные изменения в физиолого-биохимических процессах и признаках метамерных органов растений; разработал рекомендации по повышению сахаристости и урожайности сахарной свеклы, возделыванию сельскохозяйственных культур при внесении удобрений.
Награждён орденом Трудового Красного Знамени.

## Сочинения
- Физиологические изменения в онтогенезе растений. — А., 1956.
- Биологические основы повышения урожайности сельскохозяйственных культур. — А., 1957.
- Физиологии минерального питания растений. — А., 1970.